# Vespericola
Vespericola é um género de gastrópode  da família Polygyridae.
Este género contém as seguintes espécies e subespécies:
- Vespericola armigera (Ancey, 1881)
- Vespericola columbiana (I. Lea, 1838)
  - Vespericola columbiana depressa (Pilsbry & Henderson, 1936)
  - Vespericola columbiana latilabrum Pilsbry, 1940
- Vespericola eritrichius (Berry, 1939)
- Vespericola hapla (Berry, 1933)
- Vespericola karokorum Talmadge, 1962
- Vespericola klamathicus Roth and W. B. Miller, 1995
- Vespericola marinensis Roth and W. B. Miller, 1993
- Vespericola megasoma (Pilsbry, 1928)
  - Vespericola megasoma euthales (Berry, 1939)
- Vespericola oria (Berry, 1933)
- Vespericola pilosa (Henderson, 1928)
- Vespericola pinicola (Berry, 1916)
- Vespericola pressleyi Roth, 1985
- Vespericola rothi Cordero and W. B. Miller, 1995
- Vespericola scotti Cordero and W. B. Miller, 1995
- Vespericola shasta (Berry, 1921)
- Vespericola sierrana (Berry, 1921)